# Olha Herasymiouk
Olha Volodymyrivna Herasymiouk (en ukrainien : Ольга Володимирівна Герасим'юк), née le 21 octobre 1958 à Pyriatyn, est une journaliste, femme politique et productrice ukrainienne.

## Biographie
Diplômée en 1981, Olha Herasymiouk a commencé à travailler pour la presse écrite, pour UNIAN de juin 1994 à juin 1995 puis pour 1+1 (chaîne de télévision) de 1996 à 2006. Depuis 2010, elle est sur Notre radio de TAVR Media, sur la chaîne TV UA:Pershyi, de septembre 2015 à décembre 2016 du projet Travelers.[pas clair]
Olha Gerasimyuk a effectué un stage aux États-Unis d'Amérique, en Hollande, est membre du jury du prix BBC Book of the Year.
Elle a été membre du Conseil national de télévision et de la radio à partir de 2014, puis présidente du Conseil national de la radiodiffusion télévisuelle et radiophonique.

### Politique
Élue députée de la 5e Rada sous l'étiquette Notre Ukraine puis de nouveau pour la 6e Rada sous la même étiquette.